# استخدام البشر للثدييات

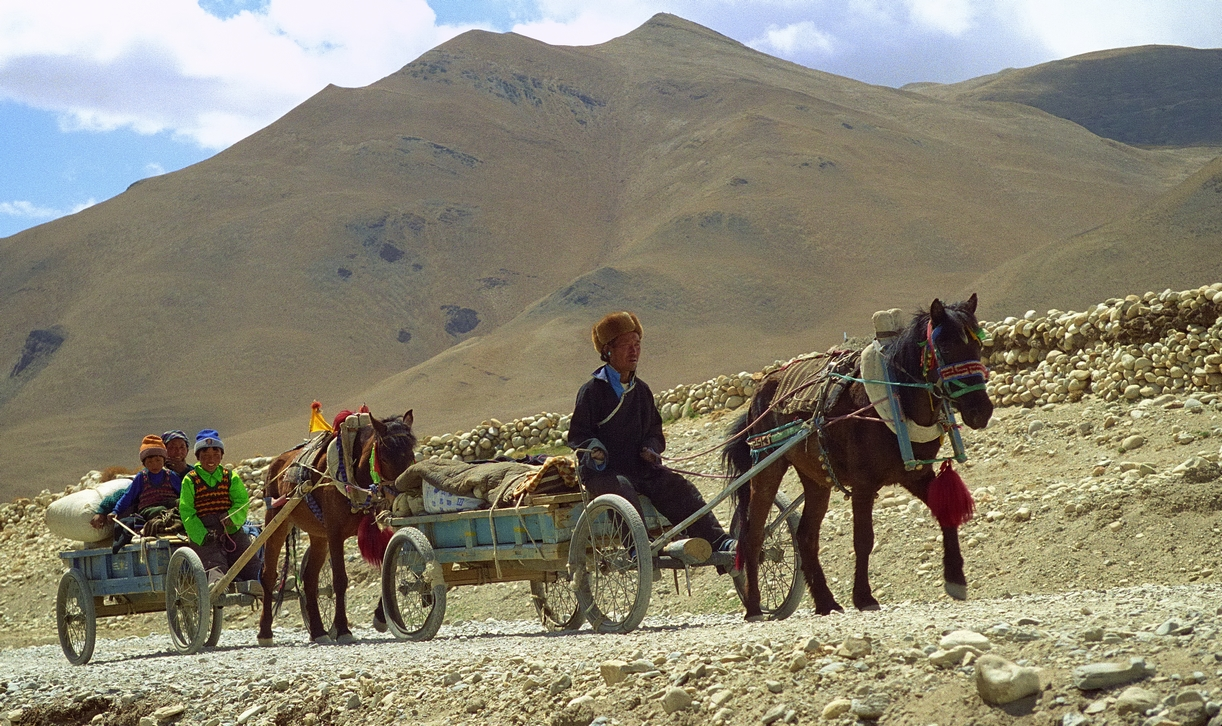
وفر استئناس الثدييات للمجتمع الطاقة اللازمة للنقل.

وظفت البشرية الثدييات في استخدامات عملية، مثل الغذاء والرياضة والنقل، واستخدامات رمزية، مثل الفن والأساطير. لعبت الثدييات دورًا مهمًا في خلق الثقافة البشرية والحفاظ عليها، وكان لتدجين الثدييات دور فعال في تطور الزراعة والحضارة في العصر الحجري الحديث، ما نتج عنه الزراعة لتحل محل الصيد وظهور المجتمعات في أنحاء العالم، والمدن لتحل محل المجتمعات المتناثرة.
توفر الثدييات منتجات الألبان والكثير من اللحوم التي يأكلها البشر، سواء كانت مزروعة أو مطاردة. توفر أيضًا الجلود والصوف للملابس والمعدات، وقبل ظهور وسائل النقل الميكانيكة، كانت الثدييات المستأنسة توفر جزءًا كبيرًا من الطاقة المستخدمة في العمل والنقل. وكانوا بمثابة نماذج في البحوث البيولوجية، كما هو الحال في علم الوراثة، وفي اختبارات العقاقير.
تعد الثدييات أكثر الحيوانات الأليفة شعبية، إذ يتواجد عشرات الملايين من الكلاب والقطط والحيوانات الأخرى بما في ذلك الأرانب والفئران التي تربيها العائلات في جميع أنحاء العالم. والثدييات مثل الخيول والغزلان من بين الموضوعات الأولى للفن، والتي تواجدت في لوحات الكهوف التي ترجع إلى العصر الحجري القديم مثل لاسكو. يشتهر كبار الفنانين مثل ألبريشت دورر وجورج ستابس وإدوين لاندسير بصور حيواناتهم. ولعبت الحيوانات كذلك مجموعة واسعة من الأدوار في الأدب والسينما والأساطير والدين.
وأنسنة الثدييات إحدى الطرق الرئيسية التي يرتبط بها الناس بالثدييات (وبعض الحيوانات الأخرى) في تجسيدها، بإسناد المشاعر والأهداف الإنسانية إليهم. ويُتغاضى عن ذلك عندما يحدث ذلك في المسائل العلمية، على الرغم من أن علماء الحيوان في الآونة الأخيرة أخذوا نظرة أكثر تساهلًا بخصوص ذلك.

## السياق
تنشأ الثقافة من السلوك الاجتماعي والمعايير الموجودة في المجتمعات البشرية والتي تُورث عن طريق التعلم الاجتماعي. وتشمل العناصر الثقافية العالمية في جميع المجتمعات البشرية أشكالًا معبرة مثل الفن والموسيقى والرقص والطقوس والدين والتقنيات مثل استخدام الأدوات والطبخ والمأوى والملابس. يغطي مفهوم الثقافة المادية التعبيرات المادية مثل التكنولوجيا والهندسة المعمارية والفن، في حين أن الثقافة غير المادية تشمل مبادئ التنظيم الاجتماعي والأساطير والفلسفة والأدب والعلوم. توضح هذه المقالة الأدوار التي تلعبها الثدييات في الثقافة الإنسانية، كما عُرفت.

## الاستخدامات العملية

### الاستئناس في ثورة العصر الحجري الحديث
أشار تشارلز داروين وجاريد دياموند وآخرون إلى أهمية الثدييات المستأنسة في تطور الزراعة والحضارة في العصر الحجري الحديث، ما تسبب في أن تحل الزراعة مكان الصيد وجمع الثمار في جميع أنحاء العالم. كان هذا التحول من الصيد وجمع الثمر إلى قطعان الرعي والمحاصيل النامية خطوة رئيسية في تاريخ البشرية. تسببت الاقتصادات الزراعية الجديدة، القائمة على الثدييات المستأنسة، في «إعادة هيكلة جذرية للمجتمعات البشرية، وتغيرات عالمية في التنوع البيولوجي، وتغيرات كبيرة في جغرافيا الأرض وجوها ... تغيرات هائلة».
لاحظ دايموند أن الثدييات الكبيرة المستأنسة كانت غير عادية في مشاركة مجموعة من الخصائص المرغوبة؛ إذ اعتمدت نظامًا غذائيًا يستطيع الإنسان توفيره بسهولة؛ نمت بسرعة وأنجبت بشكل متكرر. كان لديهم تنظيم سليم، وعلى استعداد للتكاثر في أسر. امتلكوا تسلسل هرمي مسيطر ومستقر؛ وظلوا هادئين في مجتمعاتهم المغلقة. توصل كارلوس دريسكول وزملاؤه إلى استنتاج مماثل، ملاحظين أنه «صممت التغييرات بذكاء استنادًا إلى التركيب الوراثي للكائنات الحية الطبيعية التي صنعت الأدوات الحقيقية. بمعنى، كان المزارعون من العصر الحجري الحديث أول علماء الوراثة وكانت الزراعة المحلية هي الرافعة التي حركت العالم». يدرج دريسكول وزملاؤه خصائص متكررة للثدييات المستأنسة مثل «الأقزام والعمالقة، ألوان الجلد المرقط، الشعر المجعد أو المموج، فقرات ظهر أقل، ذيول أقصر، ذيول ملفوفة، وآذان مرنة أو مظاهر أخرى من استدامة المرحلة اليرقية».

### الغذاء والمنتجات الأخرى
تمثل الثدييات جزءًا كبيرًا من الماشية التي تربى من أجل الحوم ومنتجات الألبان في جميع أنحاء العالم، سواء من خلال الزراعة المكثفة أو من خلال الرعي المتنقل أو أكثر. وهي تشمل (2011) حوالي 1.4 مليار رأسًا من الماشية، و 1.2 مليار رأسًا من الأغنام، ومليار من الخنازير المحلية، و (1985) أكثر من 700 مليون أرانب.
توفر الماشية جزءًا كبيرًا من الجلود المستخدمة في منتجات الملابس مثل الأحذية وحقائب اليد والأحزمة، وكذلك التنجيد. واُستخدم الصوف لعدة قرون في الملابس بما في ذلك البدلات الرسمية والسترات المصنوعة من التويد وكذلك التريكو مثل البلوفرات. المصدر الرئيسي للصوف هو الأغنام، لكن الماعز توفر الأنجورا والكشمير، وتوفر الألبكة الصوف الفاخر.

### العمل والنقل
استخدمت الحيوانات الأليفة العاملة بما في ذلك الماشية والخيول في العمل والنقل بالأساس في الزراعة، وأخذت أعدادها تقل مع وصول وسائل النقل الميكانيكية والآلات الزراعية. في عام 2004، كانوا لا يزالون يوفرون حوالي 80٪ من الطاقة للمزارع الصغيرة بشكل رئيسي في العالم الثالث، وحوالي 20٪ من النقل في العالم، ومرة أخرى بشكل رئيسي في المناطق الريفية. في المناطق الجبلية غير المناسبة للمركبات ذات العجلات، تستمر حيوانات الشحن في نقل البضائع.

### العلوم
تلعب الثدييات دورًا رئيسيًا في العلوم كحيوانات تجريبية، سواء في مجال البحوث البيولوجية الأساسية، كما في علم الوراثة، وفي تطوير أدوية جديدة، والتي يجب اختبارها بشكل شامل لإثبات سلامتها. تُستخدم ملايين الثدييات، خاصة الفئران والجرذان، في التجارب كل عام. فأر التجارب هو فأر معدّل وراثيًا مع جين غير نشط، يُعطل أو يُستبدل بقطعة اصطناعية من الحمض النووي. أنها تمكن من دراسة الجينات المتسلسلة غير معروفة الوظيفة. وهناك نسبة صغيرة من الثدييات هي الرئيسيات غير البشرية، بما في ذلك الهجرس، والقرد الرايزيسي، والمكاك طويل الذيل، والتي تستخدم في البحث عن تشابهها مع البشر.

### كحيوانات أليفة
تعد الثدييات أكثر الحيوانات الأليفة شيوعًا في العالم الغربي، إذ أن الأنواع الأكثر تبنيًا هي الكلاب والقطط والأرانب. على سبيل المثال، في أمريكا في عام 2012، كان هناك حوالي 78 مليون كلب، و86 مليون قط، و3.5 مليون أرنب.
وهناك قلق من دور الحيوانات كرفاق للبشر، ووجودهم كأفراد لهم حقوق خاصة بهم.

### في الرياضة
تعتبر الثدييات، بما في ذلك الغزلان والخنازير البرية، من بين الحيوانات التي تُصطاد في أغلب الأحيان للرياضة وللطعام. وتستخدم الثدييات المفترسة، وغالبًا ما تكون الكلاب، للمساعدة في الصيد، واستعادة الطير المُصطاد.
تتسابق الثدييات على نطاق واسع في ممارسة الرياضة، وغالبًا ما تُدمج في مراهنات على النتائج، بالأخص في سباق الخيل وسباق الكلاب السلوقية.

## استخدامات رمزية

### في الفن
كانت الثدييات من الموضوعات الفنية في العصور القديمة، سواء التاريخية، كما هو الحال في مصر القديمة، وما قبل التاريخ، كما هو الحال في لوحات الكهوف في لاسكو ومواقع أخرى في دوردوني، فرنسا وأماكن أخرى. تشمل اللوحات الحيوانية الرئيسية آلبرخت دورر 1515 ووحيد قرن جورج ستابس. 1762 لوحة الحصان ويستل جاكت، وغزلان إدوين لاندسير الحمراء 1851، ونمر هنري روسو في عام 1891 في مشهد وهمي، مندهش!

### في الأدب والسينما
حجزت الثدييات من الفئران والثعالب وحتى الأفيال مجموعة واسعة من الأدوار في الأدب والإعلام بما في ذلك التصوير الفوتوغرافي والأفلام.

### في الأساطير والدين
ظهرت في الأساطير والدين الثدييات بما في ذلك الماشية والغزلان والخيول والأسود والذئاب، جنبًا إلى جنب مع المخلوقات المستمدة منها، مثل المستذئبين. جادل جاك كوفين بأن رموز الحيوانات من العصر الحجري الحديث، مع فن مبكر يصور شخصيات مثل آلهة الثور، مستمدة من الأهمية البالغة للثدييات المستأنسة في تلك الفترة.

### كألعاب
غالبًا ما يكون للألعاب اللينة أشكال من الثدييات اليافعة، وخاصة الدببة. طُور الدب تيدي في وقت واحد على ما يبدو من قبل صانعي الألعاب موريس ميشتوم في أمريكا وريتشارد ستيف في ألمانيا في السنوات الأولى من القرن العشرين. سميت على اسم صياد اللعبة الكبيرة الرئيس تيودور «تيدي» روزفلت. أصبحت لعبة الدمية لعبة أطفال مميزة، واُحتفي بها في القصص والأغاني والأفلام.

## الموقف من الحيوانات
الأنسنة هو النزعة النفسية الفطرية في الحيوانات للتشبه بالصفات والعواطف والنوايا الشبيهة بالإنسان، الأكثر شيوعًا في الثدييات، وهو جزء مهم من طريقة ارتباط الناس بالثدييات. تتراوح المواقف والسلوكيات تجاه الحيوانات من القسوة إلى العاطفية.

### في الثقافة الشعبية والفنون
في الأدب، الخرافات مثل تلك التي في خرافات إيسوب تعلم الحكمة من خلال الخيال الدائر حول شخصيات مثل القرود والحمير والدببة والقطط والأغنام والغزلان والكلاب والثعالب والأرانب البرية والأرانب البرية والأرانب البرية. أصبح أدب الأطفال المؤنسن مشهورًا منذ القرن التاسع عشر من خلال أعمال مثل مغامرات أليس كارول في 1865 أليس في بلاد العجائب وكتاب أدغال روديارد كبلينغ 1894. في القرن العشرين، العديد من الأعمال الأكثر شعبية للأطفال لها شخصيات مؤنسنة، بما في ذلك قصة حكاية الأرنب بيتر لبياتريكس بوتر عام 1901، والريح في أشجار الصفصاف لكينيث غراهام في عام 1908 وأعمال سي. إس. لويس: الأسد، والساحرة، وخزانة الملابس التي ترتديها الحيوانات، وخصوصًا الثدييات، ملابس بشرية ولها سمات بشرية.

### في العلم
أُهملت اللغة المؤنسنة، والتي تعني وجود النوايا والعواطف لدى الحيوانات، خلال أغلب القرن العشرين، ما يشير إلى نقص الموضوعية العلمية. في عام 1927 كتب إيفان بافلوف أنه ينبغي النظر إلى الحيوانات «دون أي حاجة إلى اللجوء إلى تكهنات رائعة فيما يتعلق بوجود أي حالات ذاتية محتملة». في عام 1987، كان دليل  أكسفورد للسلوك الحيواني ما يزال يشير بأن «يُنصح المرء بضرورة دراسة السلوك بدلًا من محاولة الانخراط في أي مشاعر أساسية». ومع ذلك، قبل تشارلز داروين فكرة الانفعال في الحيوانات، وكتب كتابه لعام 1872 بعنوان «التعبير عن المشاعر في الإنسان والحيوان» حول هذا الموضوع. يعتقد داروين أن الثدييات لها حياة اجتماعية وعقلية وأخلاقية. في كتاب «أصل الإنسان» (1871)، كتب: «لا يوجد فرق جوهري بين الإنسان والثدييات العليا في كلياتهم العقلية».

ظل علماء الأحياء حذرين من الفكرة، حتى بالنسبة للقردة العظيمة، لكن هذا أدى إلى صعوبات خطيرة، كما أوضح دونالد أو هب في عام 1946:
أُجريت محاولة شاملة لتجنب وصف مجسم في دراسة مزاجه على مدى عامين في مختبرات يركس. كان كل ذلك نتيجة سلسلة لا نهاية لها تقريبًا من الأفعال المحددة التي لا يمكن العثور على أي ترتيب أو معنى. من ناحية أخرى، من خلال استخدام مفاهيم مجسمة عن العاطفة والموقف، يمكن للواحد أن يصف بسرعة وسهولة خصوصيات الحيوانات الفردية ... أيا كانت المصطلحات المجسمة قد يبدو أنها تنطوي على حالات واعية في الشمبانزي، فإنها توفر مفهوما عمليًا وعاقلًا ودليلًا عمليًا عن السلوك.
في الستينيات من القرن الماضي، اتهم جميع علماء الرياضيات الرئيسيين الثلاثة الملقبات ب «ملائكة ليكي»، وجين جودال، التي تدرس الشمبانزي، وديان فوسي التي تدرس الغوريلا، وبيروت غالديكاس التي تدرس إنسان الغاب، بـ «أسوأ خطايا الإنسانية - الأنسنة». . ولخص عالم البدائيات فرانس دي فال المعضلة: «إن إمداد الحيوانات بعواطف إنسانية كان من المحظورات العلمية منذ فترة طويلة. لكن إذا لم نفعل ذلك، فإننا نجازف بفقد شيء أساسي يتعلق بالحيوان وبنا».

## معرض صور

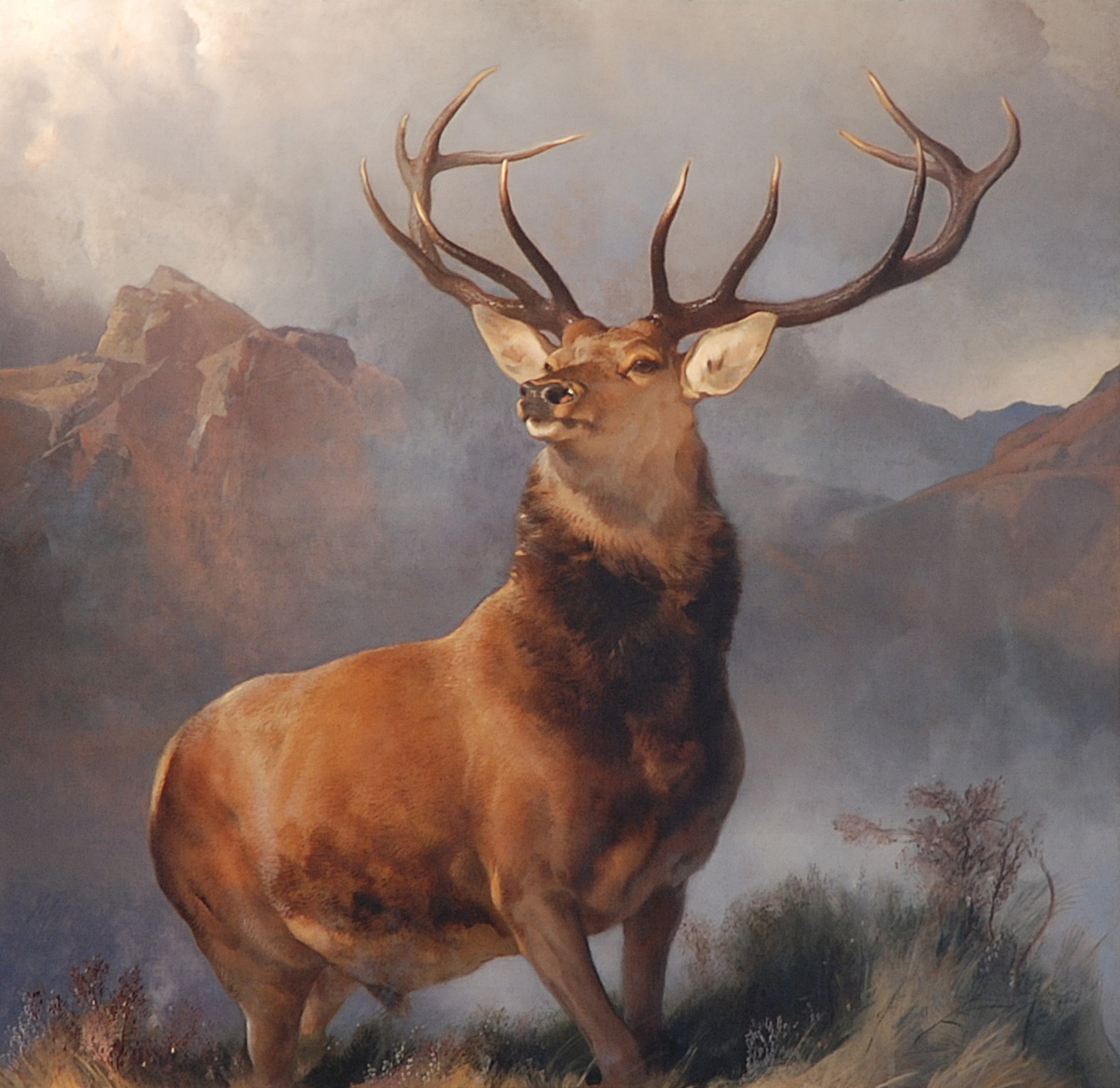
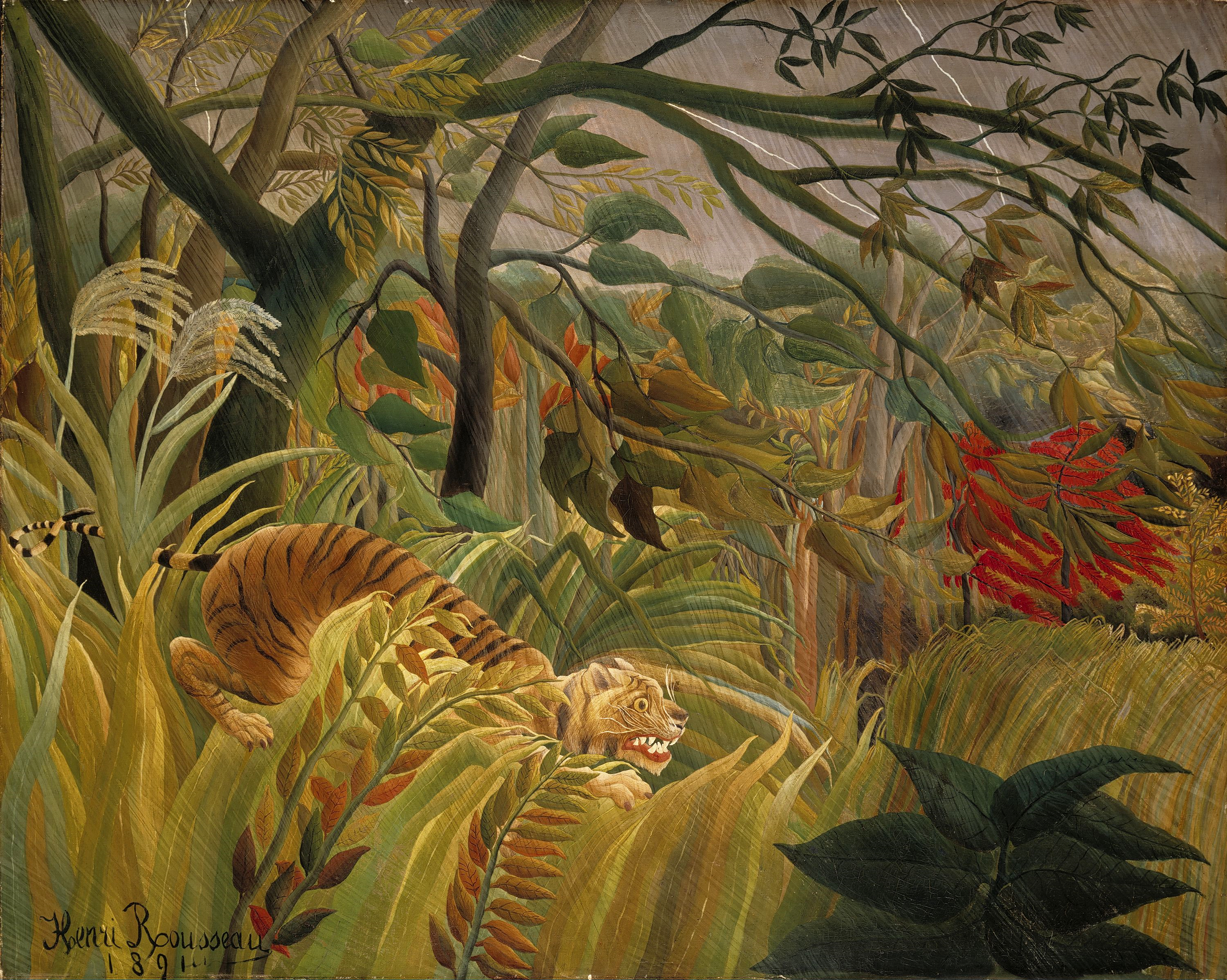
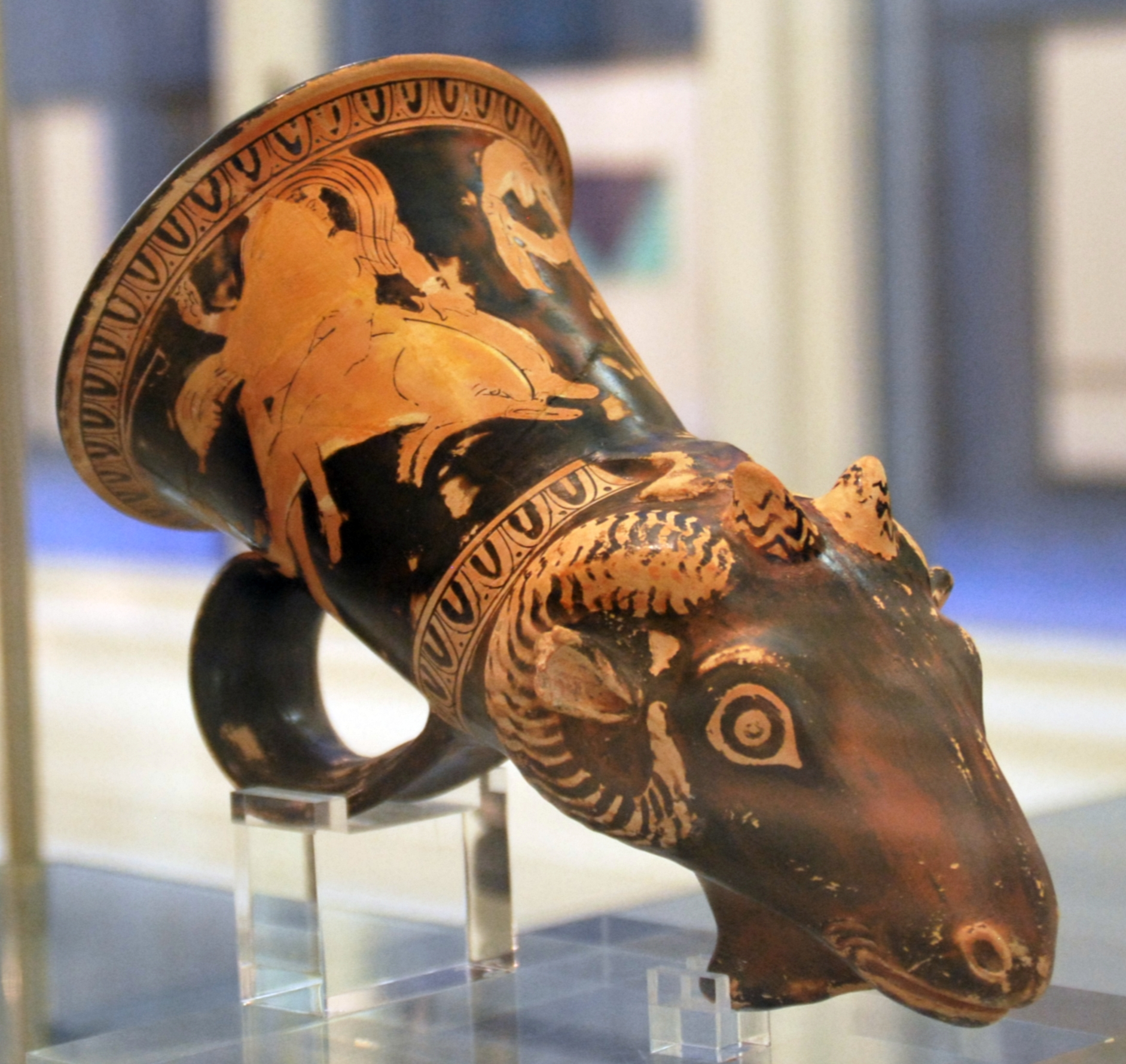
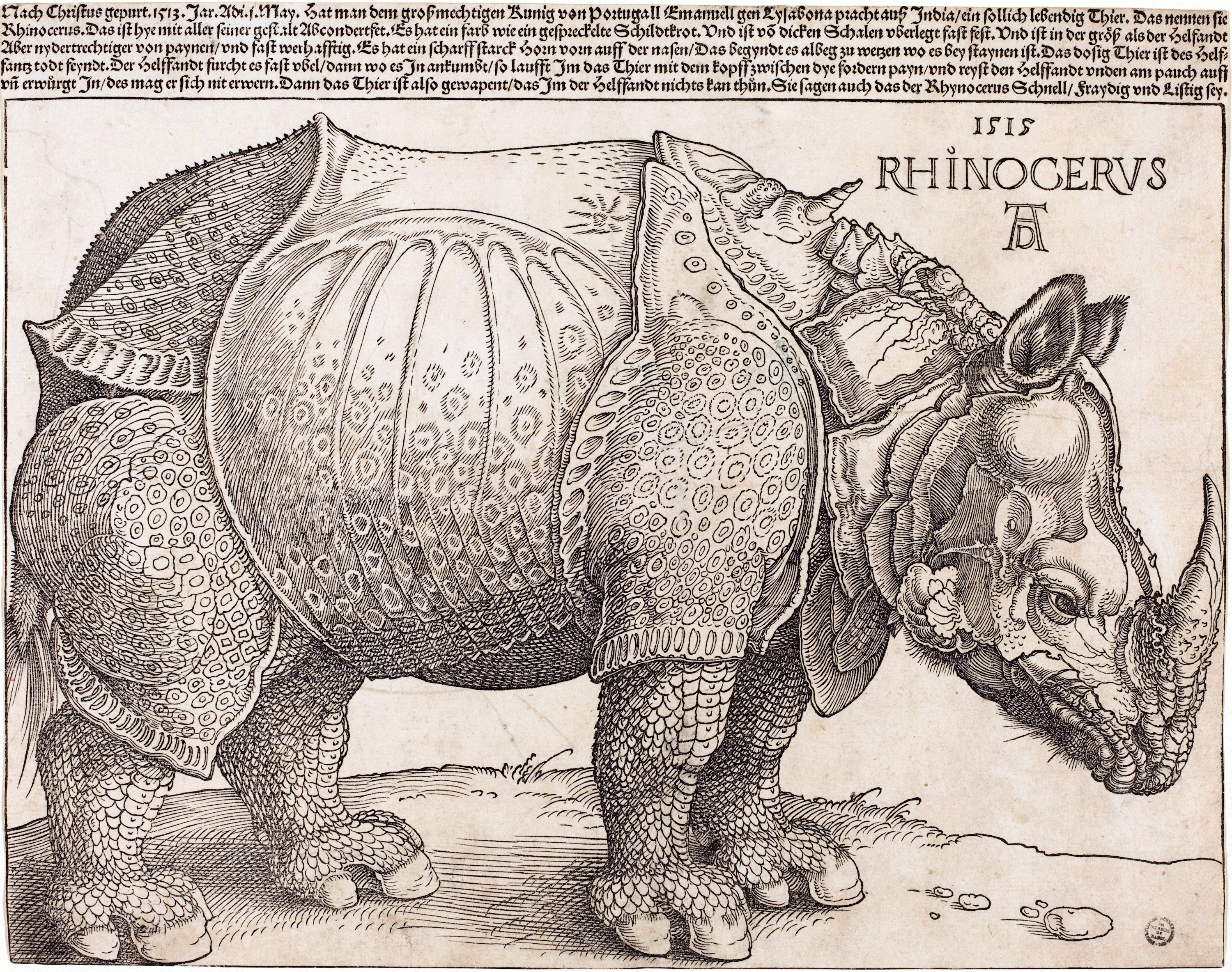
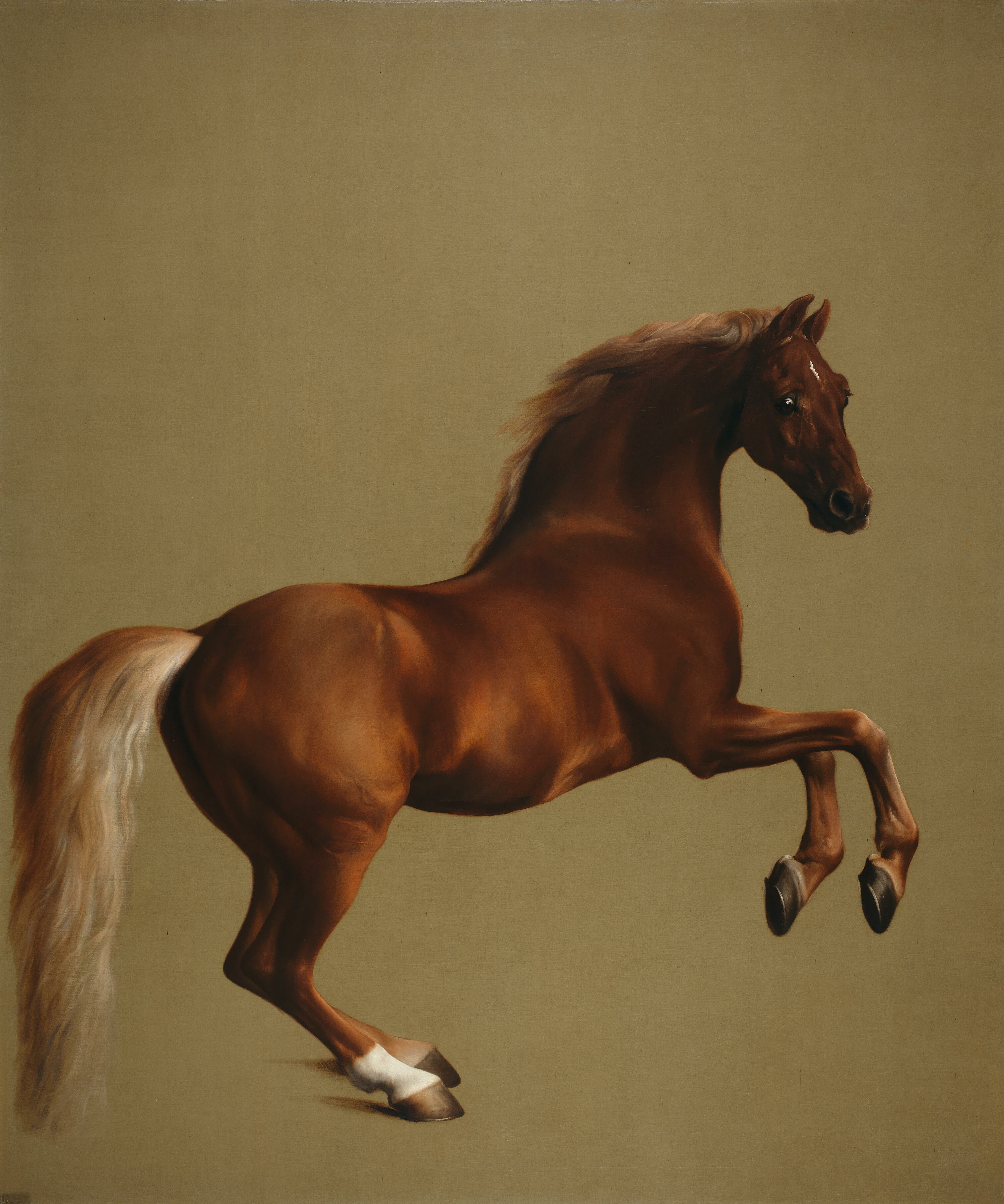